# Walter Breen
Pour les articles homonymes, voir Breen.
Walter Henry Breen Jr. (5 septembre 1928 - 27 avril 1993) est un numismate et un écrivain américain, ainsi que le mari de l'auteure Marion Zimmer Bradley. Il est connu des collectionneurs de pièces de monnaie pour avoir écrit « Walter Breen's Complete Encyclopedia of U.S. and Colonial Coins ». Il est également connu pour son activité dans la communauté des fans de science-fiction et pour ses écrits en faveur de la pédérastie en tant que militant de la NAMBLA.

## Jeunesse
Breen naît à San Antonio, au Texas, fils de Walter Henry Breen Sr. et de Mary Helena Brown Mehl. Il passe les premières années de sa vie au Texas avec ses parents.
Au moment où ils se rencontrent, ses deux parents sont mariés à d'autres personnes et vivent l'un à côté de l'autre à Parkersburg, en Virginie occidentale. Le père de Breen change son propre nom de Walter H. Green à Breen après avoir abandonné sa femme et ses enfants pour s'enfuir avec la mère de Breen. Plus tard dans sa vie, Breen nie parfois qu'ils sont ses parents biologiques et prétend avoir été adopté par eux alors qu'il est un enfant trouvé. Dans ses souvenirs, il dit avoir été élevé dans diverses « institutions et familles d'accueil ».
Le recensement de 1940 montre que le jeune Breen vit dans un orphelinat catholique de Virginie occidentale, sa mère (alors divorcée) vivant comme femme de ménage dans un presbytère catholique situé à moins de deux miles ( 3 km) de là. Son père vit alors avec une autre femme à Chicago ; pendant un certain temps après leur séparation, sa mère reprend son nom de jeune fille et le jeune Breen s'appelle William Brown.
Il obtient une licence en mathématiques à l'université Johns-Hopkins en 1952. Après avoir obtenu son diplôme, il travaille comme catalogueur de ventes aux enchères pour la New Netherland Coin Company tout en suivant des cours de préparation à la médecine à l'université de Columbia, où il devient le protégé du controversé psychologue et numismate William Herbert Sheldon.

## Œuvres
En 1951, la revue Numismatist publie ses premiers écrits sur la numismatique. Deux ans plus tard, il achève son premier livre sur les pièces américaines, Proof Coins Struck by the United States Mint, 1817-1901.
Breen passe également du temps à compiler des informations sur l'histoire de l'homosexualité et de la pédérastie. Ses recherches, sans précédent par leur traitement approfondi de l'histoire mais ne respectant pas les normes de la recherche savante, ont servi de base à son livre Greek Love, publié en 1964 sous le pseudonyme de « J.Z. Eglinton ». Breen collabore avec Warren Johansson (en) pour la recherche de ce livre. Il dédie le livre à sa femme, Marion Zimmer Bradley (non nommée dans la dédicace), qui l'a édité. Il publie également une revue, The International Journal of Greek Love, sous le même pseudonyme.

## Arrestations et condamnations
Breen est d'abord reconnu coupable de pédophilie ou de comportement obscène à Atlantic City en 1954, ce qui lui vaut une peine de probation,. Pendant le « Breendoggle » " du fandom de science-fiction en 1963-1964, Breen est interdit de participation au Pacificon II et brièvement exclu de la principale association de presse amateur de la sous-culture après que des allégations de nouveaux crimes sexuels font surface. Néanmoins, d'éminents fans de l'époque, tels que John Boardman, ignorant peut-être la condamnation antérieure de Breen, rejettent les allégations en les qualifiant de ouï-dire et d'« atteinte à la réputation », et le scandale est étouffé. Peu de temps après, Breen épouse Bradley, qui est consciente de son comportement mais choisit de ne pas le dénoncer. Une autre condamnation pour attouchements a peut-être eu lieu en 1964.
Breen est de nouveau arrêté pour pédophilie en 1990. Il accepte une négociation de peine, qui se traduit par trois ans de probation.
Un an plus tard, il est accusé de huit chefs d'accusation d'attouchements sur un garçon de 13 ans. Bien qu'on lui ait diagnostiqué un cancer du foie en 1992, il est condamné à 10 ans de prison. Il est mort en prison à Chino, en Californie, le 27 avril 1993.
En 2014, Moira Greyland, la fille de Breen, révèle qu'elle est l'une des personnes ayant dénoncé son père pour attouchements sur des enfants.

## Vie privée
Outre son emploi chez First Coinvestors, Inc. où il est membre de la direction pendant de nombreuses années, Breen est un membre actif de la communauté des fans de science-fiction pendant une grande partie de sa vie.
Il épouse l'écrivain de science-fiction Marion Zimmer Bradley le 3 juin 1964, jour de son 34e anniversaire.
Il porte régulièrement sa clé Phi Beta Kappa comme tirette de fermeture éclair sur la braguette de son pantalon. Il rejoint Mensa en 1958 ou 1959, peut-être le premier Américain à le faire.
Consommateur de marijuana et de LSD, Breen croit en la réincarnation, racontant souvent des vies passées putatives en Atlantide, en Grèce antique et à d'autres époques mythologiques et historiques.

## Publications
- (en) Walter H. Breen, Walter Breen's Complete encyclopedia of U.S. and colonial coins, Doubleday, 1988 (ISBN 0-385-14207-2 et 978-0-385-14207-6, OCLC 8667353, lire en ligne).
- (en) Walter H. Breen, Ronald J. Gillio et Robert D. Leonard Jr., California pioneer fractional gold : historic gold rush small change 1852-1857 and suppressed jewelers' issues 1858-1882, Smithsonian Libraries, 2003.
- (en) Walter H. Breen, Walter Breen's Encyclopedia of United States half cents 1793-1857, American Institute of Numismatic Research, 1983 (ISBN 0-911021-00-0 et 978-0-911021-00-4, OCLC 11749855, lire en ligne).
- (en) Walter H. Breen et Anthony Swiatek, Encyclopedia of United States silver & gold commemorative coins 1892-1954, Arco Pub./F.C.I. Press, 1981 (ISBN 0-668-04765-8 et 978-0-668-04765-4, OCLC 6250401, lire en ligne).
- (en) Walter H. Breen et Marion Zimmer Bradley, The Darkover concordance : a reader's guide : complete and unabridged, Pennyfarthing Press, 1979 (ISBN 0-930800-10-9, 978-0-930800-10-9 et 0-930800-07-9, OCLC 6181444, lire en ligne).
- (en) Walter H. Breen, Walter Breen's Encyclopedia of U.S. and colonial proof coins, 1722-1977, F.C.I. Press, 1977 (ISBN 0-930076-01-X et 978-0-930076-01-6, OCLC 3578782, lire en ligne).
- (en) Walter H. Breen, The Gemini problem: A study in darkover, T-K Graphics, 1975.
- (en) Walter H. Breen, The Minting Process: How Coins are Made and Mismade, American Institute of Professional Numismatists, 1970.
- (en) J. Z. Eglinton et Warren Johansson, Greek love, Ganymede Books, 2001 (ISBN 1-58963-637-6 et 978-1-58963-637-8, OCLC 191912923, lire en ligne).
- (en) Walter H. Breen, Dies & Coinage, QWERTYUIO Pressdate=1962.
- (en) Dorothy I. Paschal, Walter H. Breen et William Herbert Sheldon, Penny whimsy : a revision of early American cents, 1793-1814 : an exercise in descriptive classification with tables of rarity and value, Quarterman Publications, 1976 (ISBN 0-88000-087-2 et 978-0-88000-087-1, OCLC 2597749, lire en ligne).
- Lusty Limericks & Bawdy Ballads (monographie auto-publiée in 1956).